# Gnoma longicollis
Gnoma longicollis là một loài bọ cánh cứng trong họ Cerambycidae.